# Кривцово (Курська область)
Кривцово  (рос. Кривцово) — присілок в Пристенському районі Курської області Російської Федерації.
Населення становить 305 осіб. Входить до складу муніципального утворення Бобришевська сільрада.

## Історія
Населений пункт розташований на території українського етнічного та культурного краю Східна Слобожанщина.
Від 2004 року входить до складу муніципального утворення Бобришевська сільрада.

## Населення
| 2002 | 2010 |
| ---- | ---- |
| 370  | ↘305 |